# 舞鶴號列車

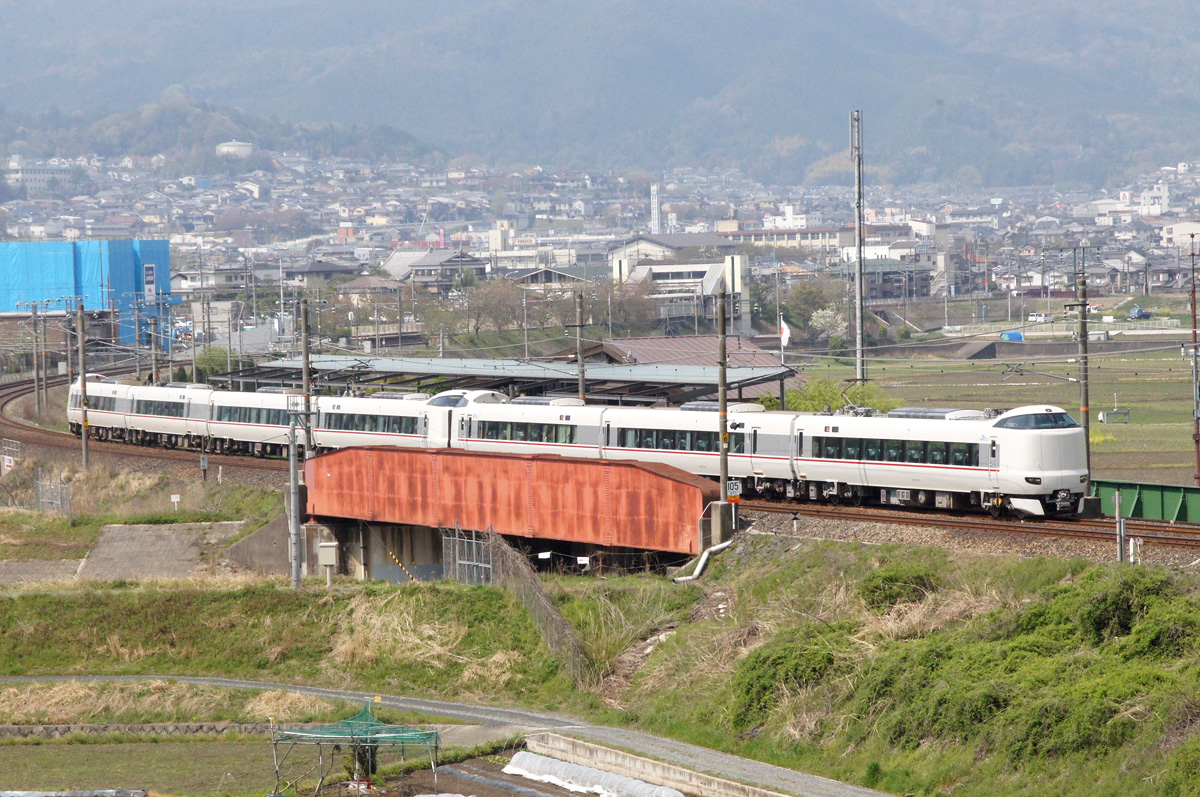
行駛在嵯峨野線上的287系是舞鶴號於2011年時開始啟用的最新車輛。圖中看到的是使用相同車輛的「舞鶴」（前三節車廂）與「城崎」（後四節）串掛運行的狀態。

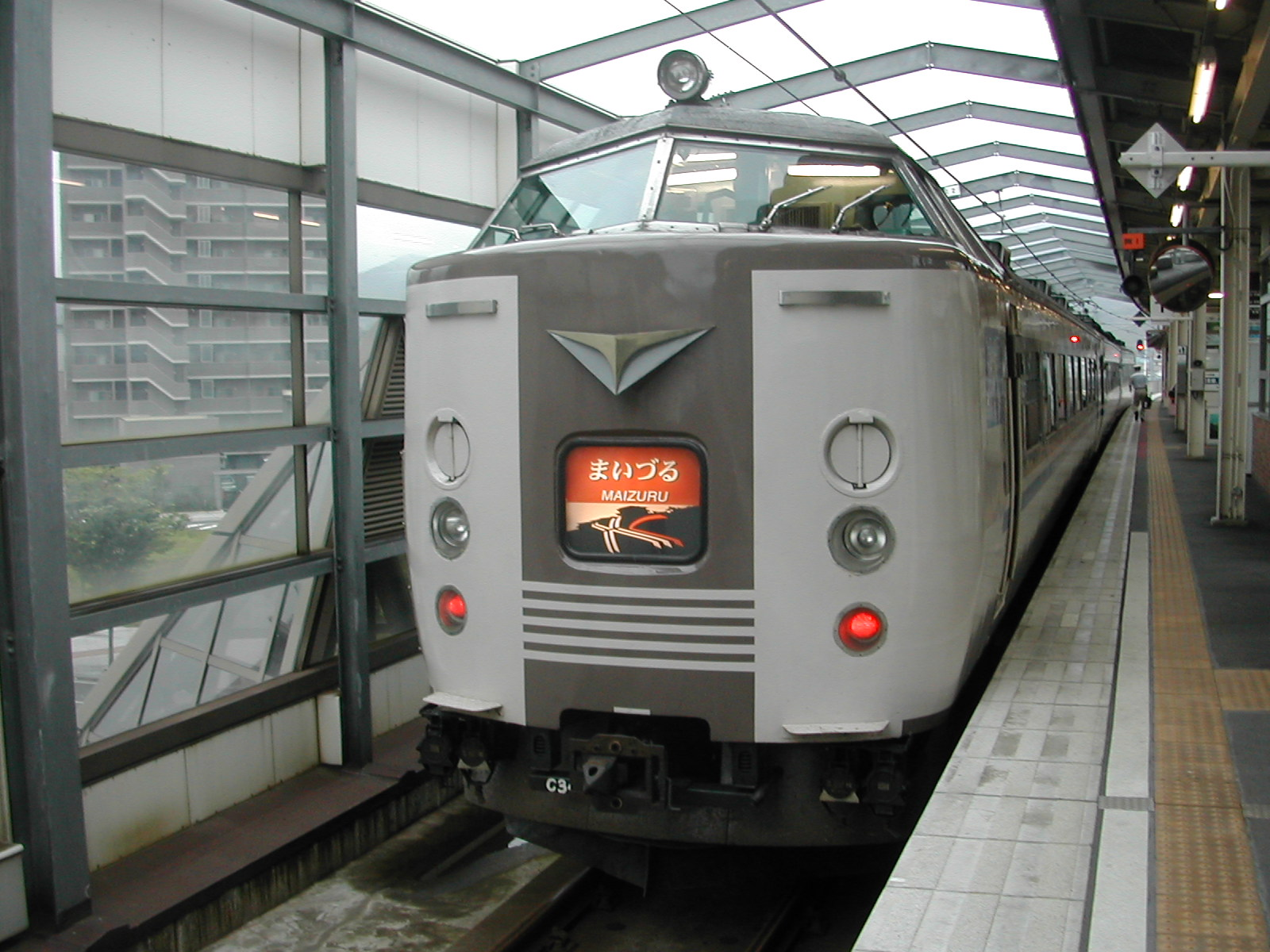
在2011年3月時刻表修正之前所使用的183系車輛（攝於東舞鶴）

「舞鶴」（日语：まいづる）是一列由西日本旅客鐵道（JR西日本）與北近畿丹後鐵道（KTR）共同聯運的特別急行列車，主要行駛於京都與東舞鶴之間，沿途經過山陰本線（嵯峨野線）與舞鶴線等路線。
舞鶴號是JR西日本與北近畿丹後鐵道共同合作之北近畿大X網路（北近畿ビッグXネットワーク）的組成列車之一。其列車代表色為橙色，象徵舞鶴市內的紅磚倉庫群（舞鶴赤レンガ倉庫群）。

## 概要

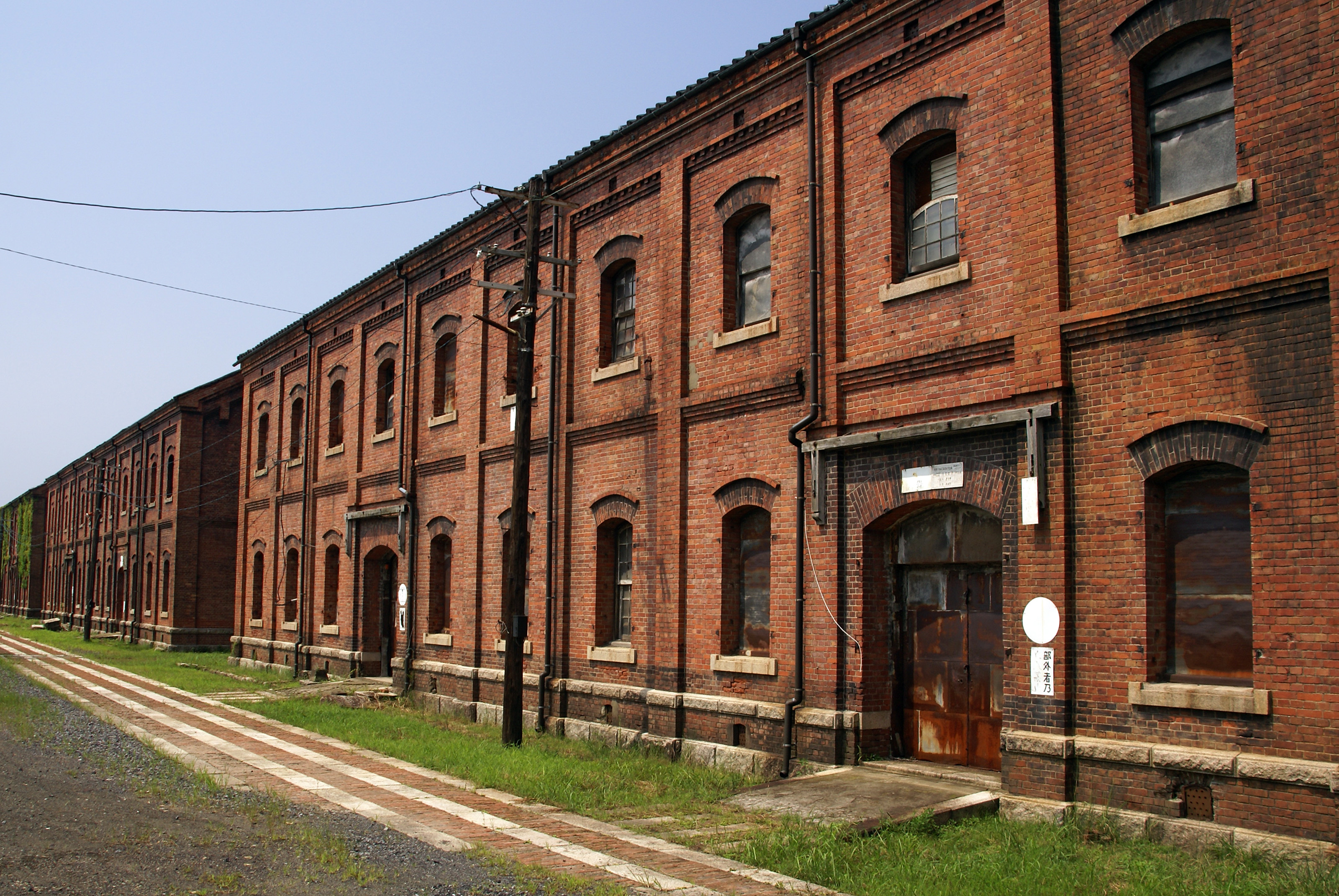
舞鶴的紅磚倉庫群是過去日本海軍舞賀海軍軍需本部遺留下來的史蹟建築，也是列車代表色的由來

舞鶴號是在1999年（平成11年）10月時伴隨舞鶴線電化而新設的車班，其前身為1972年（昭和47年）10月時刻表修正時配合急行列車「丹後」班次增發而新設、山陰本線上由京都方面開往東舞鶴的直通列車。該列車在1985年（昭和60年）時以特急「朝潮」（あさしお）為名開始運行，終點站為東舞鶴。
但是1996年（平成8年）3月時因山陰本線園部至綾部之間路段電氣化完成，京都至城崎（也就是今日的城崎溫泉車站）之間得以串成一個完整的全電氣化路段，JR西日本取消了包括特急「朝潮」和急行「丹後」在內的非電力車班，一時之間往東舞鶴的直通列車全部消失。近畿地方往日本海側的玄關港以舞鶴港為代表，直通列車的廢止對北近畿中心都市和舞鶴市影響很大，因此在1999年10月、伴隨舞鶴線電化工事完工，設置了使用電力為動力來源的新車班「舞鶴」。

## 運行概況

### 路線與班次
在列車新設初期，是以四輛編組（有設置綠色車廂時則為六輛編組）的型式，每天共有往返各三個班次。2003年10月增設下行兩班與上行一班次，當時舞鶴號為了要能在京都至綾部之間的路段上與往福知山方向的電力特急列車串掛運行，因此全都改為僅有三節普通車廂的編組方式。
2003年時，伴隨與舞鶴線相連的小濱線全線電氣化，觀光季節與週末時開始出現直接駛入小濱線的舞鶴號車班。之後舞鶴線與小濱線的直通運行車班取消，取而代之的是行駛於兩路線上的普通列車會在界線車站東舞鶴的相同月台兩端停車，以方便旅客直接轉車，達到相同的便利性。
2004年（平成16年）的班表修改中又增加了一個往返的舞鶴號班次，與北近畿丹後鐵道所屬的特急列車「丹後發現號」（タンゴディスカバリー）一同、每天在京都與東舞鶴之間總共有5個往返班次的特急列車車班。之後為了更進一步提升便利性，又增添了2.5個往返的舞鶴號車班，因此截至2011年3月12日為止，每日會有往返各7.5個班次的舞鶴號，往來於京都至東舞鶴之間的路線上。

### 最高速度
- 京都至綾部間：120 km/h
- 綾部至東舞鶴間：95 km/h

### 使用車輛
- 287系：287系是2011年3月12日新版班次表啟用之後才開始改用的新車輛，以取代使用多年的183系。由JR西日本負責、使用287系車輛的舞鶴號每日有6班的下行車班，與5班上行車班。
- KTR8000型：KTR8000型是北近畿丹後鐵道所負責的舞鶴號班次使用之車輛，每日上下行班次各兩班。KTR8000型也是2011年3月班次表修正後才啟用的車型。

無論是JR西日本還是北近畿丹後鐵道所負責的班次，都是全普通車的配置，不設置綠色車廂。

### 停車站
京都 - 二條 - 龜岡 - 園部 - 綾部 - 西舞鶴 - 東舞鶴
註2：在2011年3月12日版本的修正班次表公告前，舞鶴號有部分班次會停靠胡麻、和知兩車站，但在新版班次表啟用號此二車站的停車完全取消。

## 外部連結
- 287系舞鶴號車輛介紹（JR西日本） （页面存档备份，存于）（日語）
- KTR800型舞鶴號車輛介紹（JR西日本） （页面存档备份，存于）（日語）